# Avocadogruppen

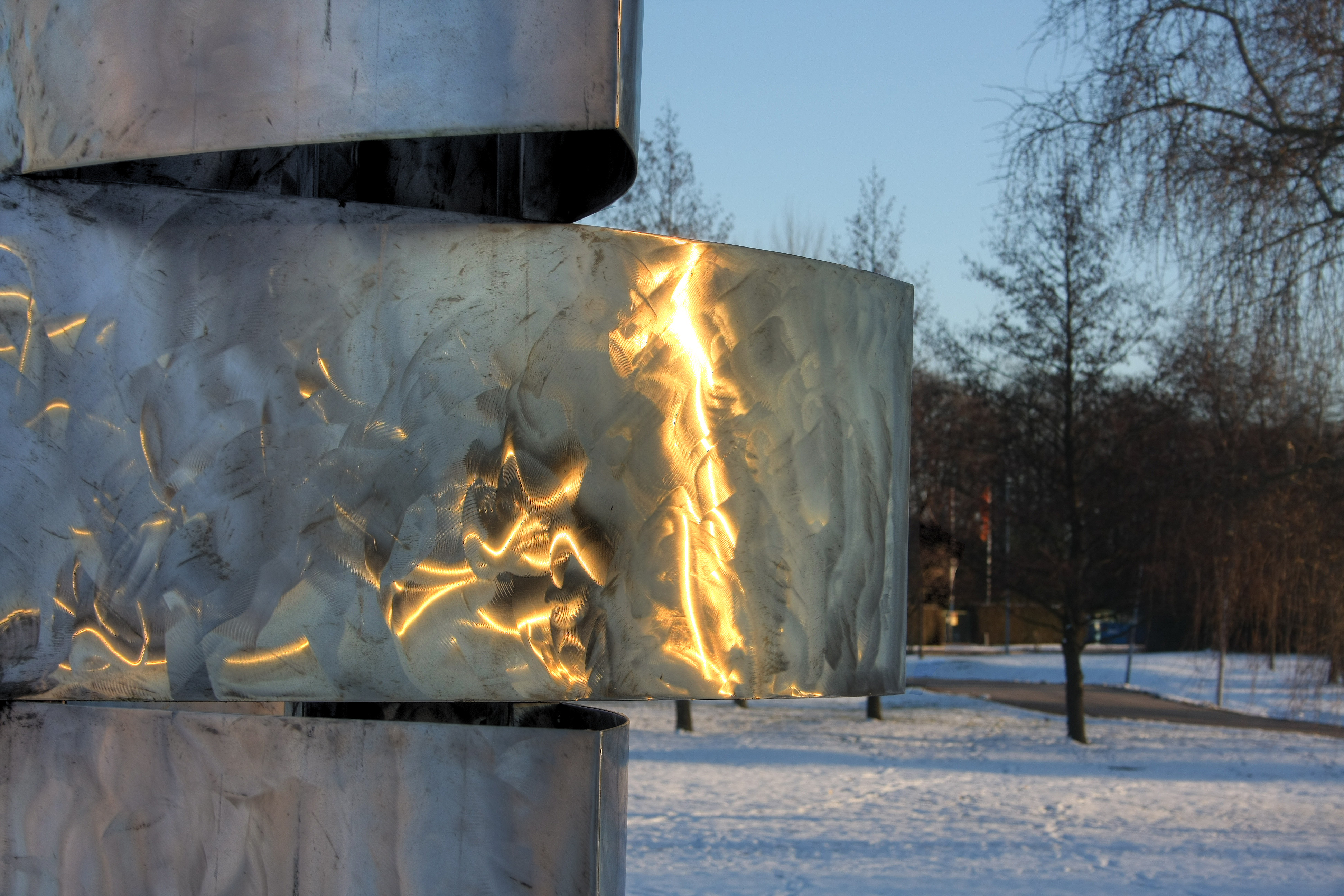
Hubers skulptur Begynnelse i rostfritt stål står utanför stadshuset i Eslöv

Avocadogruppen är en svensk konstnärsgrupp baserad i Skåne.
Gruppen bildades 1983 och fick sitt namn av att avokado åts i samband med bildandet.

## Medlemmar
- Sven Bertil Berg
- Alexius Huber
- Arne Ringström
- Hans Verduijn